# Округ Хамилтон (Тенеси)
Округ Хамилтон (енгл. Hamilton County) је округ у америчкој савезној држави Тенеси.

## Демографија
По попису из 2010. године број становника је 336.463, што је 28.567 (9,3%) становника више него 2000. године.
| Група             | 2000.           | 2010.           |
| Белци             | 232.475 (75,5%) | 242.154 (72,0%) |
| Афроамериканци    | 62.005 (20,1%)  | 67.900 (20,2%)  |
| Азијати           | 3.924 (1,3%)    | 5.912 (1,8%)    |
| Хиспаноамериканци | 5.481 (1,8%)    | 14.993 (4,5%)   |
| Укупно            | 307.896         | 336.463         |